# محمد سیاه‌قلم
محمد سیاه‌قلم یا حاج محمد هروی یا محمد بن محمودشاه خیام، یا غیاث‌الدین محمد نقاش تبریزی، نگارگر سَده پانزده میلادی یا نه قمری ایران است.

## زندگی و سبک
این هنرمند یکی از بحث برانگیزترین نقاشان ایرانی است. نام‌اش با عنوان سیاه‌قلم در بُن مایه های تاریخی آورده نشده‌است. به راستی سیاه‌قلم برای او نامی‌ست برساخته، که به چَم و معنی شیوه ای از نگارگری‌ست که در آن از رنگ‌های سیاه و سفید استفاده می‌شود. در سرای توپقاپی استانبول، سه دسته دفتر دارنده ی نگارگری هایی با امضای محمد سیاه‌قلم موجود است، که امضای ان گمان می‌رود پس از نگارگری به آن افزوده شده است. نگاره‌های وی شبیه سبک‌های معمول نگارگری ایرانی نبوده، شیوه ی عجایب‌نگاری یا گروتسک منحصر به فردی داشته، و تصویرگر اهریمنها و دیوها و سیاهان و بردگان و کوچنده گان و درویش ها است. در آثارش، هیچ چشم‌اندازی در پشت نگاره کشیده نشده و شخصیت‌هایی که با رنگ‌های تیره رنگ‌آمیزی شده، همگی سرگرم جنبش و حرکت های نمایشی یا آیینی هستند.
برخی از پژوهشگران ، ریشه ی نگاره های امضا شده با نام سیاه‌قلم را پذیرنده از هنر آسیای مرکزی قرن پانزدهم و متأثر از نقاشی چینی و اویغوری می‌دانند. اما رابینسون معتقد است که سیاه‌قلم، همان درویش محمد نقاش است، که با شَوَند و دلیل زیرین دور از گمان به نظر می‌رسد.
نام او محمد هروی نیز هست

## غیاث‌الدین نقاش یا محمد سیاه‌قلم
هنر پژوهانی مانند آرتور پوپ و بازیل گری، بر این باورند که غیاث‌الدین نقاش، نگارگر دربار تیموری بود که در سال ۸۲۲ قمری به عنوان سفیر بایسنقرمیرزا، به همراه یک گروه سیاسی و بازرگانی رهسپار چین شد، و دیده‌های خویش را به نوشتار و نگارگری درآورد. سفرنامهٔ نوشتاری وی در چند بُن مایه های تاریخی از جمله زبده‌التواریخ حافظ ابرو آورده شده‌است.
اما با پژوهش یعقوب آژند در برابر و سنجش بندهای سفرنامهٔ گفته شده که در زبده‌التواریخ حافظ ابرو آمده، با برخی نگاره‌های سیاه‌قلم، این اندیشه نیرو می‌گیرد که محمد سیاه‌قلم همان غیاث‌الدین نگارگر دربار تیموری است، و سفرنامهٔ نگارگری شده ی وی، همان نگاره ها در دفترهای موزهٔ سرای توپقاپی استانبول است که با امضای محمد سیاه‌قلم می‌شناسیم.
با این ویژگی‌ها می‌توان گفت سیاه‌قلم یا غیاث‌الدین، یکی از شاگردان عبدالحی نگارگر تبریزی بود که در سال‌های پایانی دههٔ ۸۱۰ قمری به همراه چند تن دیگر از هنرمندان وارد دربار هرات شده، در ۸۲۲ قمری همراه گروهی چند صد نفره از بازرگانان و خدمتگزاران و دبیران آهنگ سفر چین کرد. غیاث الدین گماشته شد «از آن روزی که از دربار پادشاهی هرات بیرون رود تا به روزی که بازآید در هر شهر و ولایت آنچه بیند از چگونگی راه و صنعت ولایت ها و ساختمان و قانون شهرها و بزرگی پادشاهان و بایگانی و سیاست ایشان و شگفتی آن سرزمین ها و دیار و رفتار و کردار بزرگان نامدار روز به روز به شیوه ی روزنامه نگارش نماید». سفرنامهٔ نوشتاری سیاه‌قلم که دسترنج این سفر بود بجز گفته شده در زبده‌التواریخ حافظ ابرو، در کتاب مطلع سعدین عبدالرزاق سمرقندی نیز آورده شده‌است. گزارش نگاره ای از این سفر نیز، که به گمان به شیوه ی دفتری نزد شاهان تیموری و سپس امیران آق قویونلو در تبریز، و پس از آن در کتابخانهٔ شاهی صفوی در تبریز نگهداری می شد، در سال ۹۲۰ قمری و پیرو نبرد چالدران و ربودن و چپاول کتابخانهٔ تبریز بدست سلطان سلیم اول، شاه عثمانی به ترکیهٔ امروزی جابجا شده‌است. از وی بجز نگاره‌های با امضای سیاه‌قلم، نقاشی‌های دیگری در همان شیوه و با امضای محمدبن محمودشاه خیام در دفتر های نگارگری استانبول و دی‌یتس برلین یافته شده است.

## نگارخانه

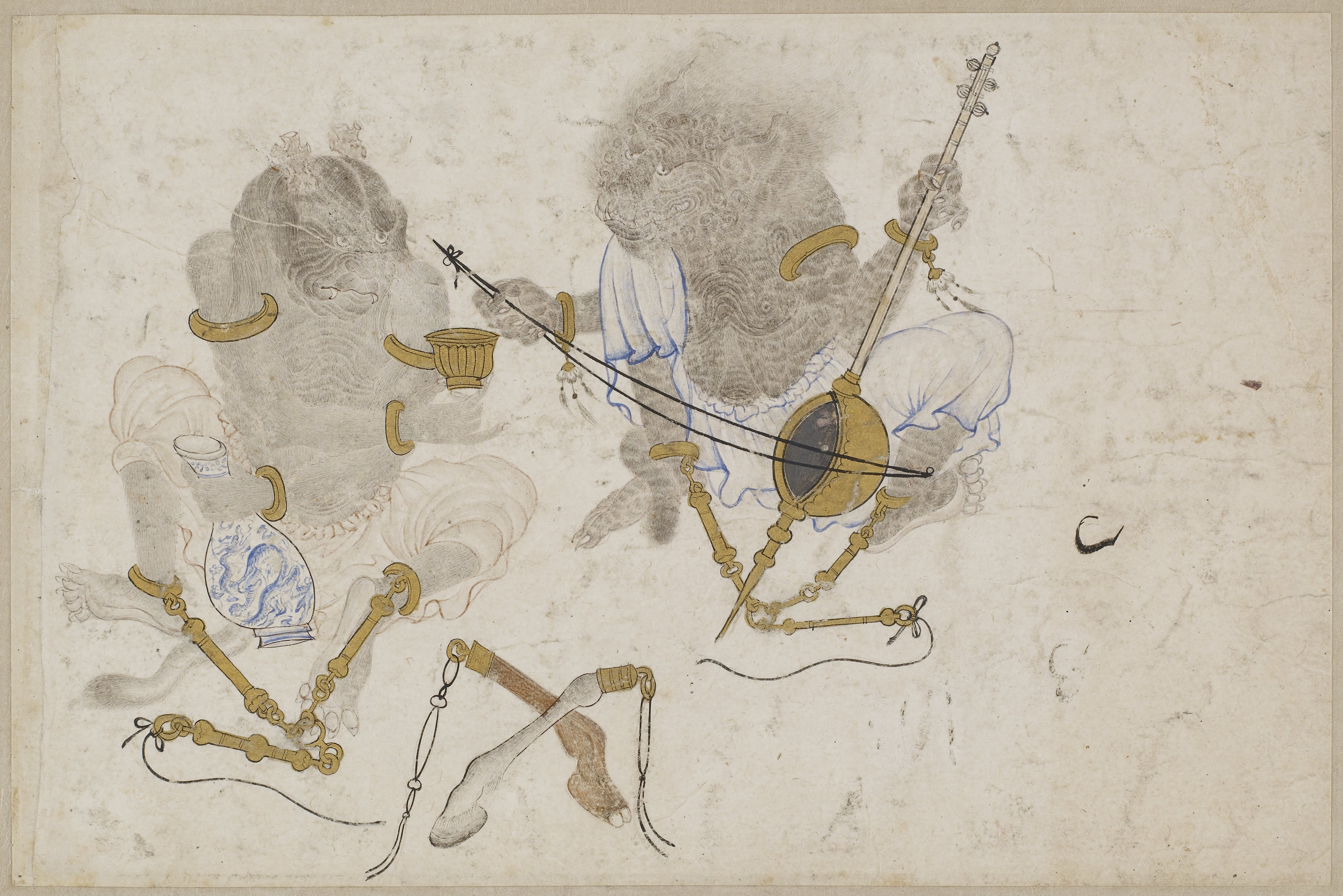
در سال ۱۹۶۶م، فارمر بعضی نقاشی‌های سیاه‌قلم را به ایران نسبت داد و اعلام کرد که آلت موسیقی یکی از دیوها، همان کمانچهٔ امروزی موسیقی ایرانی‌ست.

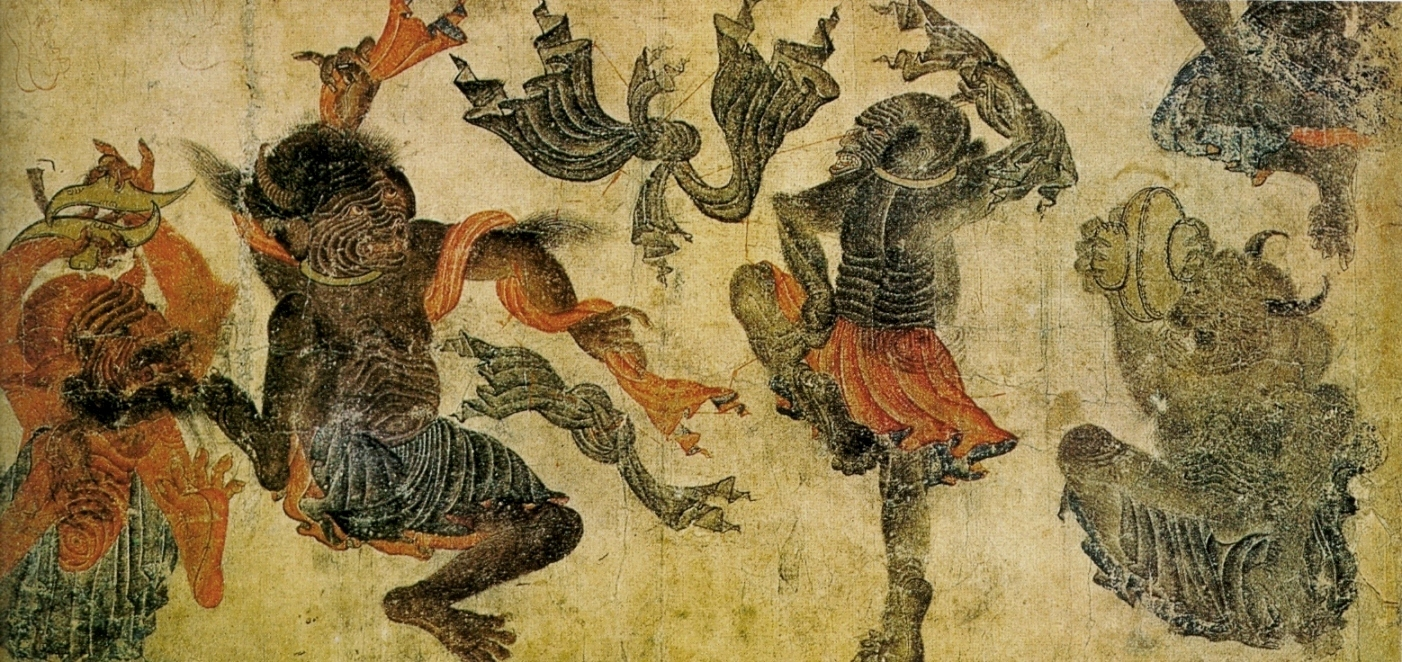
صحنه‌ای از برگزاری نوعی آیین مذهبی یا جشن. غیاث‌الدین می‌گوید: «از کاغذی مقوی صورت‌هایی ساخته‌اند، از هر جانوری که در عالم باشد و بر رو می‌بندند (...) و بر اصول خطاییان رقص می‌کنند. چنان‌که عقل در آن خیره و مدهوش می‌گشت.» (حافظ ابرو)

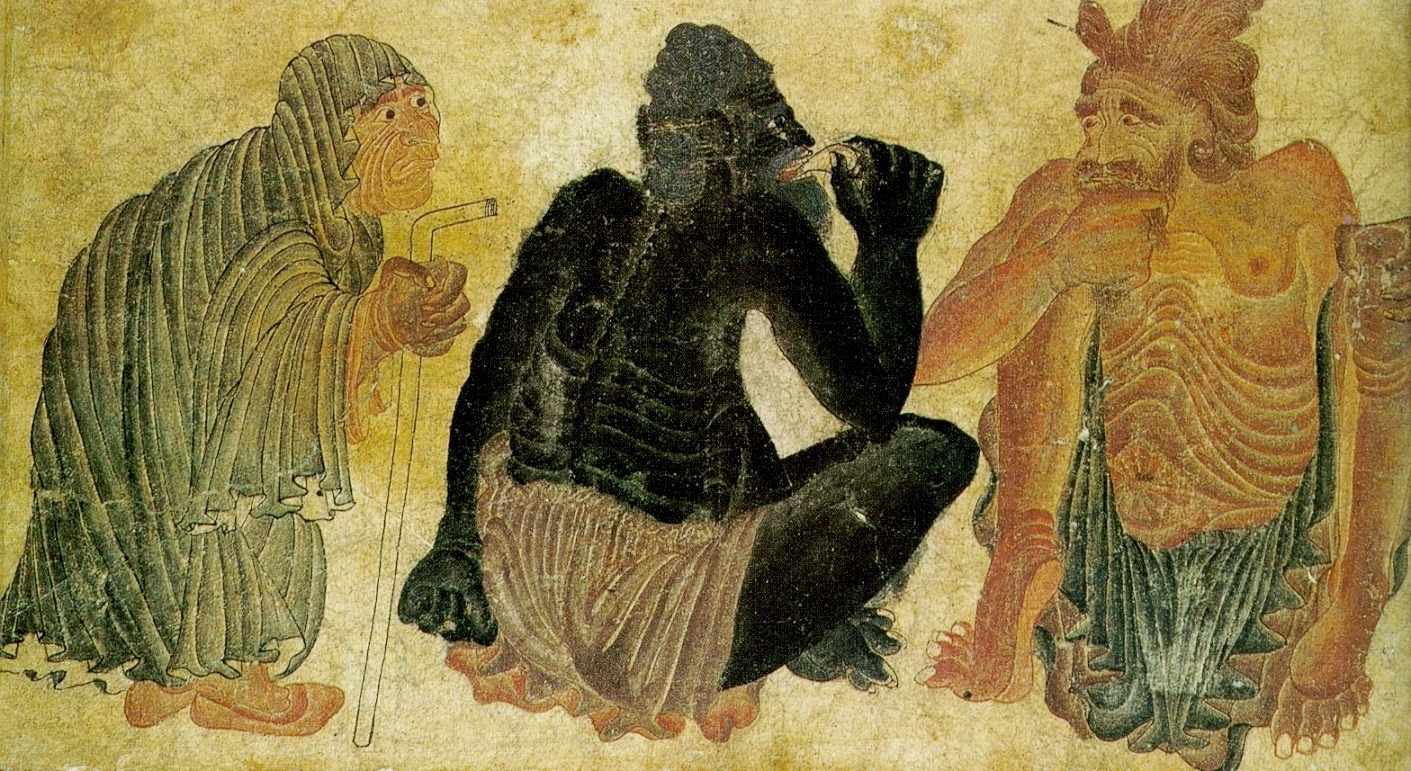
گفتگو، نگاره‌ای از سیاه‌قلم
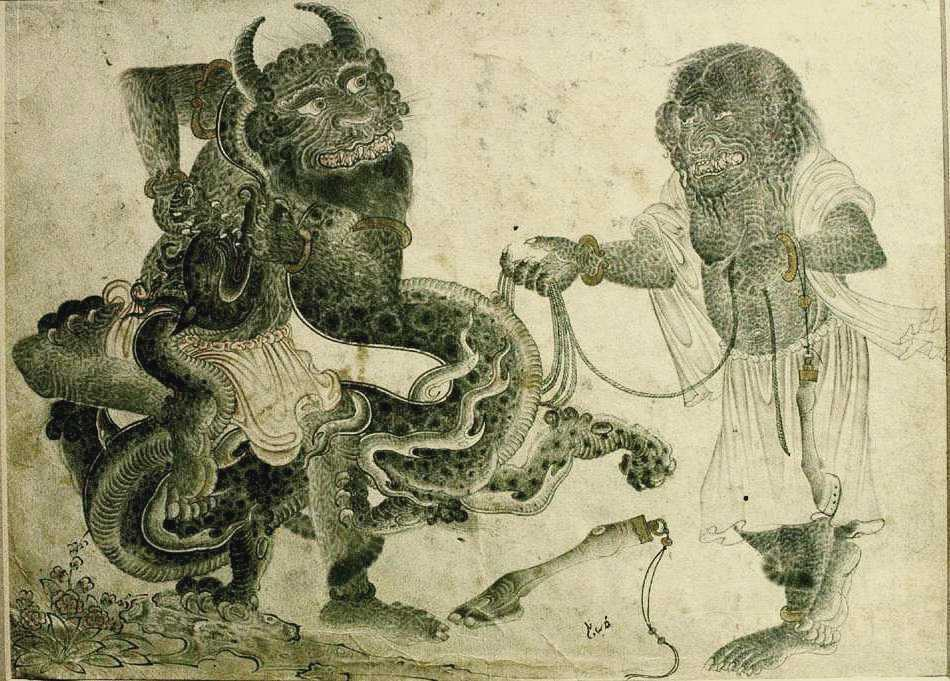
دیوها، نگاره‌ای از سیاه‌قلم